# 賈文中
賈文中（1943年—），人稱「老賈」、「賈三毛」、「甲伯伯」，為台灣知名的股市大戶，擔任富貴投資開發公司董事長，曾是台灣知名網站無名小站公司化時的幕後出資者。

## 生平
賈文中出身於眷村，1975年以新台幣4萬元開始投資股市，到後來賺進數億元，並未如雷伯龍等股市大戶在台灣股市大跌時倒產。不過他也曾栽在未上市股票。
2005年，賈文中扮演天使投資者角色，以新臺幣1000萬元投資無名小站，使該站轉型公司化。2006年年底，雅虎奇摩以2200萬美元（當時約7億1000萬新臺幣）購併無名小站全部股份，因此讓賈文中至少進帳三億元新臺幣。

## 外部連結
- [賈文中拆解台股投資陷阱]
- [ 無名的投資者，賈伯伯想跟大家說的一段話]